# Брусилівське збройне повстання (1918)
Брусилівське збройне повстання 1918 — виступ селян Радомисльського повіту Київської губернії проти австро-німецьких військ та гетьманату Павла Скоропадського на території нинішнього Брусилівського району Житомирської області. У містечку Брусилів (нині селище міського типу Житомирської області) був утворений повстанський комітет, який разом з місцевими більшовиками і представниками сільських повстанських комітетів виробив загальний план повстання. Воно мало розпочатися одночасно в багатьох населених пунктах Житомирщини. Обраний повстанський штаб дислокувався в селі Соловіївка. В ніч на 20 серпня один із повстанських загонів напав на поміщицьку садибу в селі Покришів Брусилівської волості, інші — на поміщицьку економію на хуторі Лазарівка Водотийської волості. 22 серпня повстанські загони в кількості 300 осіб зосередилися в селі Соловіївка. У ніч з 22 на 23 серпня спалахнуло повстання в Брусилові. Окупаційна влада стягнула в район повстання значні військові резерви. Погано озброєним повстанцям важко було витримати натиск регулярних частин. Їхні сили були розпорошені. Широко задумане повстання набуло характеру окремих селянських виступів.